# Île Sainte-Thérèse
Die Île Sainte-Thérèse ist eine Insel im Südwesten der kanadischen Provinz Québec. Sie liegt im Sankt-Lorenz-Strom östlich der Île de Montréal und gehört zum Gebiet der Stadt Varennes, gegenüber von Montreal. Die 4,8 km lange und bis zu 1,6 km breite Insel hat eine Fläche von 5,4 km².
Somit ist sie die fünftgrößte Insel im Hochelaga-Archipel.
Die Insel besteht auf ihrer Westseite aus Kalkstein, auf ihrer Ostseite aus Schiefer. Bedeckt ist sie von einer dichten, tonhaltigen Sandschicht, was den Boden sehr fruchtbar und für die Landwirtschaft geeignet macht. Verschiedene archäologische Funde weisen auf eine Besiedlung durch die Ureinwohner hin. Ab 1662 war Ignace Boucher der erste europäische Besitzer der Insel. Um 1900 betrug die Fläche der Insel über 600 Hektar; sie nahm dann jedoch aufgrund von Erosion und der Errichtung des Sankt-Lorenz-Seewegs um rund 70 Hektar ab. Noch heute wird ein großer Teil der Insel landwirtschaftlich genutzt, daneben existiert ein Vogelschutzgebiet.
Die Île Sainte-Thérèse ist seit 1995 zum größten Teil im Besitz des Ministeriums für natürliche Ressourcen der Provinz Québec. Es gibt Bestrebungen, die Insel aufgrund ihrer Artenvielfalt und der archäologischen Fundstellen zu einem Regionalpark zu erklären, was aber bisher unterblieben ist. Einer der Gründe dafür sind einige Dutzend Landbesetzer (Squatters), die illegal Häuschen errichtet haben und sich der Steuerpflicht entziehen, da die Insel wegen der isolierten Lage und aufgrund von Kompetenzstreitigkeiten zwischen Ministerium und Stadtbehörden kaum kontrolliert wird.